# XX de Setiembre
XX de Setiembre es una localidad y comuna de 2.ª categoría del Departamento Nogoyá, en la Provincia de Entre Ríos, República Argentina. Lleva el nombre de su estación de ferrocarril, que recuerda el día en que las tropas del Reino de Italia entraron en Roma en 1870, consumando la unificación de Italia.
La población de la localidad, es decir sin considerar el área rural, era de 175 personas en 1991 y de 183 en 2001. La población de la jurisdicción de la junta de gobierno era de 311 habitantes en 2001.
La junta de gobierno fue creada por decreto 120/1986 MGJE del 23 de enero de 1986 y sus límites jurisdiccionales fueron establecidos por decreto 3650/1999 MGJE del 22 de julio de 1999, y modificados por decreto 1485/2003 MGJ del 2 de mayo de 2003.

## Comuna
La reforma de la Constitución de la Provincia de Entre Ríos que entró en vigencia el 1 de noviembre de 2008 dispuso la creación de las comunas, lo que fue reglamentado por la Ley de Comunas n.º 10644, sancionada el 28 de noviembre de 2018 y promulgada el 14 de diciembre de 2018. La ley dispuso que todo centro de población estable que en una superficie de al menos 75 km² contenga entre 400 y 700 habitantes, constituye una comuna de 2.ª categoría. La Ley de Comunas fue reglamentada por el Poder Ejecutivo provincial mediante el decreto 110/2019 de 12 de febrero de 2019, que declaró el reconocimiento ad referéndum del Poder Legislativo de 21 comunas de 2.ª categoría con efecto a partir del 11 de diciembre de 2019, entre las cuales se halla XX de Setiembre. La comuna está gobernada por un departamento ejecutivo y por un consejo comunal de 6 miembros, cuyo presidente es a la vez el presidente comunal. Sus primeras autoridades fueron elegidas en las elecciones de 9 de junio de 2019.

## Servicios ferroviarios
El 30 de junio de 1875 se habilitó la conexión ferroviaria a través de la línea que luego se integraría en el Ferrocarril General Urquiza con las ciudades de Paraná, Nogoyá y Rosario del Tala.
Durante el gobierno justicialista de Carlos Menem, los ramales de Entre Ríos fueron abandonados. En 2002 el gobernador Sergio Montiel reacondiciona y pone en marcha los primeros ramales de la provincia. A partir de marzo de 2010, el tren volvió a unir Concepción del Uruguay y Paraná pasando por 24 localidades entrerrianas. El servicio cuenta con dos frecuencias semanales.
El 19 de diciembre de 2009 se realizó un viaje de prueba con la presencia del gobernador de la provincia Sergio Urribarri. 
Fue la primera vez en 18 años que vuelve a pasar el tren en Veinte de Septiembre.